# 6 октября
6 октября — 279-й день года (280-й в високосные годы) по григорианскому календарю.
До конца года остаётся 86 дней.
До 15 октября 1582 года — 6 октября по юлианскому календарю, с 15 октября 1582 года — 6 октября по григорианскому календарю.
В XX и XXI веках соответствует 23 сентября по юлианскому календарю.

## Праздники и памятные дни

### Международные
- Всемирный день охраны мест обитаний.

### Национальные
- Беларусь — День архивиста[2].
- Египет — День вооружённых сил[3].
- Куба — День жертв государственного терроризма[4].
- Россия — День российского страховщика.
- Туркменистан — День поминовения[5].

### Религиозные
Православие
 — Празднование зачатия честного, славного Пророка, Предтечи и Крестителя Господня Иоанна;
 — воспоминание прославления святителя Иннокентия (Вениаминова), митрополита Московского (1977 год);
 — память священномученика Иоанна Панкратовича, пресвитера (1937 год);
 — память преподобных жён Ксанфиппы и Поликсении (109 год);
 — память мученицы Раисы (Ираиды) девы (около 308 года);
 — память мучеников Андрея, Иоанна и чад Иоанновых Петра и Антонина (IX век);
 — празднование Словенской иконы Божьей Матери (1635 год).

## События

### До XIX века
- 105 до н. э. — римляне терпят от германцев (кимвров и тевтонов) крупнейшее поражение под Араузионом.
- 69 до н. э. — битва при Тигранакерте между Римской республикой и Великой Арменией.
- 1536 — за ересь сожжён на костре английский религиозный реформатор, переводчик Библии на английский язык Уильям Тиндейл.
- 1683 — первые немецкие поселенцы прибыли в Америку (Пенсильвания), где основали поселение Германтаун.
- 1689 — папой римским избран Александр VIII.
- 1762 — филиппинская кампания Семилетней войны: британцы взяли Манилу.
- 1769 — английский мореплаватель Джеймс Кук высадился в Новой Зеландии.
- 1777 — Война за независимость США: сражение за форты Клинтон и Монтгомери, победа британцев.
- 1790 — ювелир из Женевы Якоб Швепп представил процесс изготовления искусственной минеральной воды.

### XIX век
- 1801 — Наполеон даровал новую конституцию Голландии.
- 1805 — первый русский воздухоплаватель Иван Кашинский совершил полёт на аэростате над Москвой.
- 1849 — казнь 13 генералов венгерской армии.
- 1866 — произведено первое в истории США ограбление поезда — шайка братьев Рено похитила более 10 тыс. долларов.
- 1879 — Вторая англо-афганская война: сражение при Чарасиабе
- 1889
  - в Париже открыто кабаре «Мулен Руж».
  - Томас Эдисон показывает свой первый фильм.

### XX век
- 1908 — Крит объявил о независимости от Турции и о присоединении к Греции.
- 1917 — в «Литературном дайджесте» музыка, «вызывающая у людей желание трястись, прыгать и корчиться» названа «джаз».
- 1918 — Регентский Совет (Rada Regencyjna) провозгласил независимость Польши.
- 1920 — в Кремле встретились английский писатель-фантаст Герберт Уэллс и Владимир Ленин.
- 1922 — пленум ЦК РКП(б) принял постановление о форме объединения советских республик.
- 1927 — в Нью-Йорке прошла премьера первого звукового фильма «Певец джаза».
- 1938 — скоростной беспосадочный перелёт Москва — Батуми — Одесса — Москва на пассажирском самолёте «Сталь-7» конструкции Р. Л. Бартини (прототип «Ер-2») (3800 км за 11 час 4 мин), экипаж Н. П. Шебанова.
- 1939 — Польская кампания вермахта окончилась капитуляцией Польши.
- 1943 — войска 3-й ударной армии Калининского фронта освободили город Невель.
- 1944 — в Болгарии учреждены народные трибуналы.
- 1948
  - В ночь на 6 октября в Ашхабаде произошло землетрясение магнитудой 9 баллов по шкале Рихтера.
  - Делегация Ньюфаундленда (Англия) начала переговоры о присоединении к Канаде.
- 1955 — на Парижском автосалоне был впервые показан необычный Citroën DS, «Богиня», ставший третьим в конкурсе самых значительных автомобилей XX века.
- 1959
  - Во Владивостоке Никита Хрущёв запустил в оборот фразу «Его величество рабочий класс».
  - В Хайфе (Израиль) начал работу «Кармелит», первый на Ближнем Востоке метрополитен.
- 1960 — премьера в Нью-Йорке фильма Стэнли Кубрика «Спартак» с Кирком Дугласом в главной роли.
- 1968 — столкновение речного теплохода М-176 с сухогрузом «Адмирал Макаров» в районе Чебоксар, 50 погибших.
- 1973 — началась Война Судного дня.
- 1975 — киевское «Динамо» выиграло Суперкубок Европы, второй раз победив «Баварию».
- 1976
  - Взрыв DC-8 над Барбадосом, погибли 73 человека.
  - Арест в Китае так называемой «Банды четырёх».
- 1977 — первый полёт истребителя МиГ-29.
- 1979 — впервые в истории папа римский Иоанн Павел II посетил Белый дом в Вашингтоне.
- 1986
  - Канада получила приз ООН за приём политических беженцев.
  - Гарри Каспаров в матче с Анатолием Карповым отстоял звание чемпиона мира по шахматам.
  - В районе Бермудских островов в результате произошедшего тремя днями ранее взрыва ракеты в шахте затонула советская атомная подводная лодка К-219, погибли четыре человека.
- 1987 — Фиджи стал республикой в результате военного переворота
- 1993 — основана Национал-Демократическая партия Казахстана.
- 1995
  - Указом президента РФ Бориса Ельцина ликвидирована телерадиокомпания «Останкино».
  - Покушение на генерала Романова в Грозном.
  - Открыта 51 Пегаса b — первая экзопланета у звезды главной последовательности.
- 2000 — согласно сообщению британской компании «NetNames», зарегистрировано 30-миллионное доменное имя.

### XXI век
- 2004 — спущен на воду первый вертолётоносец типа «Мистраль».
- 2009 — бывший (1990—1994) президент Коста-Рики Рафаэль Кальдерон приговорён судом к 5 годам заключения за коррупцию[10].
- 2010 — начало работу приложение по обмену фотографиями Instagram.
- 2020 — распад рок-группы Van Halen.

## Родились

### До XIX века
- 1289 — Вацлав III (убит в 1306), король Венгрии (1301—1305), король Польши и Чехии (1305—1306).
- 1459 — Мартин Бехайм (ум. 1507), немецкий учёный и мореплаватель, создатель первого глобуса.
- 1732 — Невил Маскелайн (ум. 1811), английский астроном, измеривший расстояние от Земли до Солнца.
- 1745 — Франциск Смуглевич (ум. 1807), польский художник, основоположник литовской школы живописи.
- 1773 — Луи-Филипп I (ум. 1850), король Франции (1830—1848).

### XIX век
- 1818 — князь Пётр Багратион (ум. 1876), российский военный и государственный деятель.
- 1820 — Енни Линд (ум. 1887), шведская оперная певица (сопрано).
- 1846 — Джордж Вестингауз (ум. 1914), американский изобретатель железнодорожного тормоза.
- 1849 — Бэзил Захарофф (ум. 1936), греко-русский бизнесмен, финансист и торговец оружием.
- 1852 — Бруно Абданк-Абаканович (ум. 1900), польский и российский математик, инженер-электротехник, мостостроитель, изобретатель.
- 1857 — Людвиг Варынский (ум. 1889), деятель польского и российского революционного движения.
- 1866 — Реджинальд Фессенден (ум. 1932), канадский изобретатель электрокомпаса и эхолота.
- 1876 — Ян Булгак (ум. 1950), белорусский и польский мастер художественной краеведческой фотографии, этнограф, фольклорист.
- 1881 — Иван Кочерга (ум. 1952), украинский драматург («Ярослав Мудрый», «Часовщик и курица» и др.).
- 1882 — Кароль Шимановский (ум. 1937), польский композитор («Король Рогер», «Разбойники» и др.), пианист, музыкальный критик и педагог.
- 1884 — Ллойд Спунер (ум. 1966), американский стрелок, 4-кратный олимпийский чемпион (1920).
- 1887 — Ле Корбюзье (наст. имя Шарль-Эдуар Жаннере-Гри; ум. 1965), французско-швейцарский архитектор, художник и писатель, основоположник модернизма в архитектуре.
- 1891 — Кальман Калочаи (ум. 1976), венгерский эсперантолог, переводчик и поэт на языке эсперанто.
- 1893
  - Михаил Бабушкин (погиб в 1938), советский полярный лётчик, Герой Советского Союза.
  - Дмитрий Кленовский (наст. фамилия Крачковский; ум. 1976), русский поэт-эмигрант.
- 1900 — Верико Анджапаридзе (ум. 1987), советская и грузинская киноактриса, народная артистка СССР.

### XX век
- 1903 — Эрнест Уолтон (ум. 1995), ирландский физик-ядерщик, создатель первого ускорителя для заряженных частиц (ускоритель Кокрофта — Уолтона, 1932), лауреат Нобелевской премии (1951).
- 1905 — Фёдор Шаляпин (младший) (ум. 1992), американский и итальянский киноактёр, сын русского певца Ф. И. Шаляпина.
- 1906 — Джанет Гейнор (ум. 1984), американская актриса, первая обладательница кинопремии «Оскар».
- 1907 — Вера Кузнецова (ум. 1994), советская актриса театра и кино («Большая семья», «Два капитана», «Раба любви» и др.).
- 1908
  - Сергей Соболев (ум. 1989), русский, советский математик, кибернетик. Герой Социалистического Труда. Лауреат трёх Сталинских премий и Государственной премии СССР.
  - Кэрол Ломбард (урожд. Джейн Элис Питерс; погибла в 1942), американская актриса, номинантка на премию «Оскар».
- 1914
  - Сергей Курилов (ум. 1987), советский актёр театра и кино («Белинский», «Председатель», «Мёртвый сезон» и др.).
  - Тур Хейердал (ум. 2002), норвежский археолог и путешественник.
- 1919 — Томми Лоутон (ум. 1996), английский футболист.
- 1923 — Генрих Габай (ум. 2003), советский кинорежиссёр (фильмы «Зелёный фургон», «Именем революции» и др.), сценарист.
- 1927 — Биргит Брюль (ум. 1996), датская певица и киноактриса.
- 1930 — Хафез Асад (ум. 2000), президент Сирии (1971—2000).
- 1931 — Николай Черных (ум. 2004), советский астроном, открывший более 500 малых планет.
- 1934 — Эдуард Бредун (ум. 1984), советский киноактёр.
- 1940
  - Борис Андреев, (ум. 2021) советский инженер-космонавт.
  - Юозас Будрайтис, актёр театра и кино («Никто не хотел умирать», «Щит и меч» и др.), народный артист Литовской ССР.
- 1942 — Бритт Экланд, шведская актриса и фотомодель.
- 1943
  - Владимир Михайлов, генерал армии, главком ВВС России (2002—2007), Герой Российской Федерации.
  - Александр Шилов, российский живописец и график, народный художник СССР.
- 1944 — Борис Михайлов, советский хоккеист, двукратный олимпийский чемпион (1972, 1976), многократный чемпион мира и Европы, заслуженный мастер спорта, заслуженный тренер России.
- 1946 — Екатерина Градова (ум. 2021), советская актриса театра, кино и телевидения.
- 1947
  - Александр Андрюшков (ум. 2007), советский и российский военный лётчик, космонавт-исследователь, репортёр.
  - Клаус Дибиаси, итальянский прыгун в воду, трёхкратный олимпийский чемпион.
- 1948 — Александр Резанов (ум. 2024), советский гандболист, тренер. Олимпийский чемпион (1976) и серебряный призёр чемпионата мира (1978).
- 1951 — Ирина Шевчук, советская, российская и украинская актриса театра и кино.
- 1952 — Владимир Гусинский, бывший российский медиамагнат.
- 1963 — Элизабет Шу, американская киноактриса.
- 1969 — султан Мухаммад V, верховный правитель Малайзии (2016—2019).
- 1971 — Вадим Гутцайт, советский и украинский фехтовальщик на саблях.
- 1974
  - Дмитрий Губерниев, российский телеведущий, спортивный комментатор, лауреат премии «ТЭФИ».
  - Хоанг Суан Винь, вьетнамский стрелок из пистолета, первый олимпийский чемпион в истории Вьетнама (2016).
- 1979 — Мохамед Каллон, футболист из Сьерра-Леоне.
- 1980 — Мишель Геретт, американская гребчиха, призёр олимпийских игр (2008).
- 1981 — Удомпорн Полсак, таиландская штангистка, олимпийская чемпионка (2004).
- 1982 — Левон Аронян, армянский, немецкий и американский шахматист, гроссмейстер.
- 1985 — Сильвия Фаулз, американская баскетболистка, 4-кратная олимпийская чемпионка, двукратная чемпионка ВНБА, чемпионка мира.
- 1990 — Назем Кадри, канадский хоккеист, обладатель Кубка Стэнли.
- 1994 — Джейк Генцел, американский хоккеист.

## Скончались

### До XIX века
- 23 — Ван Ман (р. 45 до н. э.), император Китая с 9 года н. э.
- 1517 — фра Бартоломео (р. 1472), итальянский живописец эпохи Высокого Возрождения, мастер флорентийской школы.
- 1553 — Шехзаде Мустафа (р. 1515), сын османского султана Сулеймана Великолепного (казнён по приказу собственного отца).
- 1660 — Поль Скаррон (р. 1610), французский поэт.

### XIX век
- 1822 — Доменико Феличе Антонио Котуньо (р. 1736), итальянский анатом и врач.
- 1856 — Густав Адольф Гиппиус (р. 1792), балтийско-немецкий художник-портретист, литограф и педагог.
- 1873 — Фёдор Васильев (р. 1850), русский живописец-пейзажист.
- 1879 — Пётр Каратыгин (р. 1805), русский драматург, актёр и педагог, автор водевилей.
- 1889 — Жюль Дюпре (р. 1811), французский художник-пейзажист.
- 1891 — Ирина Кони (р. 1815), русская актриса и прозаик, мать юриста Анатолия Кони.
- 1892
  - Огюст Беернарт (р. 1921), бельгийский государственный деятель, адвокат, лауреат Нобелевской премии мира (1909).
  - Альфред Теннисон (р. 1809), английский поэт («Королевские идиллии», «Королева Мария» и др.).

### XX век
- 1914 — Алексей Станчинский (р. 1888), российский композитор и пианист.
- 1919 — Рикардо Пальма (р. 1833), перуанский писатель.
- 1933 — Захарий Палиашвили (р. 1871), грузинский советский композитор, народный артист Грузинской ССР.
- 1935 — Иван Проханов (р. 1866), поэт, проповедник, организатор Всероссийского союза евангельских христиан.
- 1951
  - Уилл Кейт Келлог (р. 1860), американский промышленник, изобретатель кукурузных хлопьев.
  - Отто Мейергоф (р. 1884), немецкий биохимик, лауреат Нобелевской премии (1922).
- 1952 — Надежда Тэффи (наст. имя Надежда Бучинская; р. 1872), русская писательница, поэтесса, переводчица.
- 1953 — Вера Мухина (р. 1889), советский скульптор-монументалист, академик АХ СССР, народный художник СССР.
- 1954 — Бааль-Сулам (р. 1886), еврейский писатель-каббалист.
- 1973 — Борис Агапов (р. 1899), русский советский писатель и киносценарист.
- 1981 — убит Анвар Садат (р. 1918), президент Египта (1970—1981), маршал.
- 1986 — Юрий Бабаев (р. 1928), советский физик-ядерщик, Герой Социалистического Труда.
- 1989 — Бетт Дейвис (р. 1908), американская актриса, обладательница двух премий «Оскар».
- 1991 — убит Игорь Тальков (р. 1956), русский советский рок-музыкант, певец, автор песен.
- 1992 — Денхолм Эллиотт (р. 1922), британский актёр театра, кино и телевидения.
- 1996 — Георгий Куницын (р. 1922), советский литературовед, искусствовед, философ, академик РАЕН.
- 1998 — Ролан Быков (р. 1929), актёр, режиссёр, сценарист, народный артист СССР.
- 1999 — Амалия Родригеш (р. 1920), португальская певица, «королева фаду».

### XXI век
- 2011 — Игорь Шмаков (р. 1985), российский актёр театра и кино.
- 2017 — Дьюрен Ральфи Мэй (р. 1972), американский стендап-комик и актёр.
- 2018 — Монсеррат Кабалье (р. 1933), испанская каталонская оперная певица (сопрано).
- 2019 — Джинджер Бейкер (р. 1939), британский музыкант, автор песен, барабанщик рок-группы «Cream».
- 2020
  - Эдди Ван Хален (р. 1955), американский музыкант, автор песен, конструктор гитар и усилительного оборудования, основатель и гитарист рок-группы «Van Halen».
  - Владислав Пьявко (р. 1941), советский и российский оперный певец (лирико-драматический тенор), актёр, педагог, народный артист СССР (1983), народный артист Кыргызстана (1993).
- 2024 — Ренат Акчурин (р. 1946), советский и российский кардиохирург.

## Приметы
- Ириада Спорная. Ираидин день. Оберег уголья печного[11].
- На Ираидин день пекли наливушки: картофель толкли, сдабривали яйцом и молоком, наливали на ржаную лепешку, а по краям лепешку чуть заворачивали[12].